# بطولة تونس لكرة السلة للرجال 1972–73
بطولة تونس لكرة السلة للرجال 1972–73 هو الموسم رقم 18 من بطولة تونس لكرة السلة للرجال.

فاز بهذا الموسم الزيتونة الرياضية.

## روابط خارجية
- الموقع الرسمي للجامعة التونسية لكرة السلة.